# وراتنو
وراتنو (به لاتین: Vrátno) یک منطقهٔ مسکونی در جمهوری چک است که در شهرستان ملادا بولسلاو واقع شده‌است.
 وراتنو ۵٫۹۲ کیلومتر مربع مساحت و ۱۱۳ نفر جمعیت دارد و ۳۰۷ متر بالاتر از سطح دریا واقع شده‌است.